# Rødmasket skarv
Rødmasket skarv (Phalacrocorax urile) er en skarv, der lever på øer og langs fastlandskyster af det nordlige Stillehav.